# Christine Bjerendal
Christine Bjerendal (n. Lindome, 3 de febrero de 1987) es una arquera sueca que participó en los Juegos Olímpicos de verano en Londres 2012 y en Río de Janeiro 2016. Ella es la hija de Göran Bjerendal, quien participó en las competencias de tiro con arco olímpico en 1980, 1984, 1988 y 1996. 

## Calificaciones

### Juegos Olímpicos

#### Juegos Olímpicos de verano 2012
| atletas             | Gren       | Ronda de clasificación | Ronda de clasificación | Primera ronda                | dieciséis Delsfinal        | ronda de                   | cuartos                    | semifinales                | final                      | final |
| atletas             | Gren       | resultados             | semilla                | oponentes <br/> resultados   | oponentes <br/> resultados | oponentes <br/> resultados | oponentes <br/> resultados | oponentes <br/> resultados | oponentes <br/> resultados | Plac. |
| ------------------- | ---------- | ---------------------- | ---------------------- | ---------------------------- | -------------------------- | -------------------------- | -------------------------- | -------------------------- | -------------------------- | ----- |
| Christine Bjerendal | individual | 625                    | 49                     | R Hayakawa (JPN) <br/> F 4–6 | Avanzado no                | Avanzado no                | Avanzado no                | Avanzado no                | Avanzado no                | = 33  |

#### Juegos Olímpicos de Verano 2016
| atletas             | Gren            | Ronda de clasificación | Ronda de clasificación | Primera ronda                | dieciséis Delsfinal          | ronda de                   | cuartos                    | semifinales                | final                      | final |
| atletas             | Gren            | resultados             | semilla                | oponentes <br/> resultados   | oponentes <br/> resultados   | oponentes <br/> resultados | oponentes <br/> resultados | oponentes <br/> resultados | oponentes <br/> resultados | Plac. |
| ------------------- | --------------- | ---------------------- | ---------------------- | ---------------------------- | ---------------------------- | -------------------------- | -------------------------- | -------------------------- | -------------------------- | ----- |
| Christine Bjerendal | individualmente | 611                    | 47                     | Ana Rendón (COL) <br/> V 6-2 | Kang Un-ju (PRK) <br/> F 2–6 | Avanzado no                | Avanzado no                | Avanzado no                | Avanzado no                | = 17  |

### VM
2011: 33: una pizarra 

### Campeonato
- 2010: 17.ª tabla, 9.º equipo
- 2012: 17.º tablero, 9.º equipo

### La Copa del Mundo
2011: 25.º WC1 